# Prototype JavaScript Framework
Prototype JavaScript Framework è un framework JavaScript creato da Sam Stephenson nel febbraio 2005, inizialmente ideato come supporto Ajax in Ruby on Rails. Esso ha come scopo quello di facilitare lo sviluppo di applicazioni web dinamiche. In particolare offre supporto per l'utilizzo di AJAX e della Programmazione orientata agli oggetti in JavaScript.
Inoltre è utilizzato come libreria di supporto per altri progetti JavaScript come script.aculo.us e Rico.

## Funzioni di base

### La funzione $()
Per riferirsi ad un elemento DOM di una pagina HTML, generalmente si utilizza la funzione:
```
 
document
.
getElementById
(
'name_of_id'
);

```

La funzione $() riduce il codice a:
```
 
$
(
'name_of_id'
);

```

Questa funzione può essere utilizzata come getElementById(). Per esempio, si può impostare il colore del testo in questo modo:
```
 
$
(
'name_of_id'
).
style
.
color
 
=
 
"#ffffff"
;

```

### La funzione $F()
La funzione $F() ritorna il valore dell'elemento del form passatogli come parametro. Per un 'text' inputbox, la funzione ritornerà il valore del testo inserito. Per un elemento 'selectbox', la funzione ritornerà il valore selezionato.
```
 
$F
(
'name_of_id'
);

```

Nota: Come il carattere underscore _, il carattere $ può essere utilizzato come un normale carattere per identificatori, non possiede nessun altro significato nel linguaggio.

### La funzione $H()
Converte un oggetto in un hash enumerabile
```
  
<
button
 
onclick
=
"convertiInHash();"
 
id
=
"button1"
>
clic
<
/button>

  
<
script
>

    
function
 
convertiInHash
()

      
{

       
var
 
oggetto
 
=
 
{
id
:
 
1
,
 
login
:
 
"smart"
,
  

                            
email
:
 
"email@example.com"
};

       
var
 
hash_obj
 
=
 
$H
(
oggetto
);
  
//  Convertiamo l'oggetto in un hash 

       
$
(
'smart'
).
innerHTML
 
=
 
hash_obj
.
toQueryString
();

      
}

  
<
/script>

```

### La funzione $w()
Converte una stringa contenente degli spazi in un array
```
 
var
 
array
;

 
array
 
=
 
$w
(
'pasta carne frutta'
);

 
array
.
each
(
function
(
cibo
){

   
var
 
message
 
=
 
'Mi piace la '
 
+
 
cibo
;

   
alert
(
message
);

 
})

```

## Funzioni per AJAX

### La funzione Updater
Tale funzione permette di recuperare, in modo asincrono, dati da una sorgente web e di inserirli nella pagina di destinazione, rendendo completamente trasparente allo sviluppatore la creazione dell'oggetto XMLHttpRequest, risolvendo in questo modo i problemi di compatibilità fra browser.
```
 
new
 
Ajax
.
Updater
(
'container'
,
 
url
);

```

Dove 'container' indica l'id dell'elemento della pagina dove verranno inseriti i dati e url indica il percorso web dove recuperare i dati.